# Alberto Gilardino
Alberto Gilardino Ufficiale OMRI (pronunție în italiană [alˈbɛrto dʒilarˈdino]; n. 5 iulie 1982, Biella, Piemont, Italia) este un fotbalist italian retras din activitate, care a jucat pe post de atacant la echipe ca Fiorentina, Milan și Parma. Pe plan internațional, are prezențe la națională pentru Italia U21⁠(d), Italia, Italia U15⁠(d), Italia U16⁠(d), Italia U19⁠(d) și Italia U20⁠(d). După încheierea carierei, a devenit antrenor, și a antrenat, printre altele, Genoa, Siena și Pro Vercelli.
Și-a început cariera la Piacenza Calcio și a jucat primul meci în Serie A împotriva lui AC Milan. Apoi a fost vândut la Hellas Verona, pentru care a jucat timp de două sezoane și a înscris doar două goluri.
Pe plan internațional, cariera sa a început în 2002, după ce a fost cumpărat de Parma FC la cererea explicită a fostului antrenor de la Hellas Verona, Cesare Prandelli. A înscris 5 goluri în primul său sezon pentru echipa din Emilia și 23 de goluri în anul următor, când s-a clasat pe locul 2 în topul golgheterilor din Serie A, după Andrei Șevcenko. În ultimul său sezon pentru Parma, Alberto Gilardino a reușit încă o dată performanța de a marca 23 de goluri în Serie A, clasându-se iar pe locul 2 în topul golgheterilor, după Cristiano Lucarelli de la Livorno. A fost transferat la AC Milan pe 17 iulie 2005 pentru 18 milioane de lire sterline.
A jucat pentru echipa națională a Italiei în turneul de fotbal la Jocurile Olimpice de vară din 2004 de la Atena unde a câștigat medalia de bronz. De asemenea, a condus echipa Under 21 a Italiei spre câștigarea Campionatului European de tineret.
A debutat la echipa mare a Italiei pe 4 septembrie 2004 împotriva Norvegiei.